# Bélapátfalva
Bélapátfalva là một thành phố thuộc hạt Heves, Hungary. Thành phố này có diện tích 36,63 km², dân số năm 2010 là 3088 người, mật độ 84 người/km².